# Mykoła Łeontowycz
Mykoła Dmytrowycz Łeontowycz (ukr. Микола Дмитрович Леонтович; ur. 1 grudnia?/13 grudnia 1877 we wsi  Monastyrek w  powiecie bracławskim guberni podolskiej, zm. 23 stycznia 1921 we wsi Markówka, koło Teplika) – ukraiński kompozytor, folklorysta, dyrygent, pedagog.
Syn prawosławnego księdza, w latach 1892–1898 studiował w Seminarium Teologicznym w Kamieńcu Podolskim. W latach 1903–1904 uczęszczał również na lekcje muzyki przy carskiej kapeli chóralnej w Petersburgu, gdzie zdał egzamin na dyrygenta chóralnego.
Od 1898 roku uczył muzyki, zakładał i prowadził chóry i zespoły instrumentalne w miastach Podola, obwodów kijowskiego i katerynsławskiego. W 1901 wydał pierwszy zbiór pieśń ukraińskich. Od 1909 pobierał prywatne lekcje harmonii i teorii muzyki u S. Barmotina i kompozycji u B. Jaworskiego w Kijowie i Moskwie.
Od 1919 roku, po powstaniu Ukraińskiej Republiki Ludowej pracował w Kijowie. Wykładał w Muzyczno-Dramatycznej Szkole Łysenki, był jednym z organizatorów Ukraińskiego Państwowego Chóru i Państwowej Orkiestry Symfonicznej.
Zginął tragicznie, zastrzelony przez agenta Czeka w domu swoich rodziców w Markówce, jako jeden z najbardziej niebezpiecznych dla bolszewików nosicieli ukraińskiego odrodzenia.
Łeontowycz jest autorem opracowań ponad 150 ludowych pieśni na chór, które można określić jako oryginalne kompozycje chóralne na podstawie ludowych melodii. Najpopularniejsze jego dzieła to opracowania pieśni ludowych – „Szczedryk” (Щедрик), „Dudaryk” (Дударик), „Zaszumiła liszczynońka” (Зашуміла ліщинонька), dzieła oryginalne – „Lodołam” (Льодолом), „Litni tony” (Літні тони). Łeontowycz jest autorem Liturgii Jana Złotoustego (Chryzostoma), a także niedokończonej opery „Na Wielkanoc rusałki” (На русалчин великдень).